# Zbigniew Chojnowski

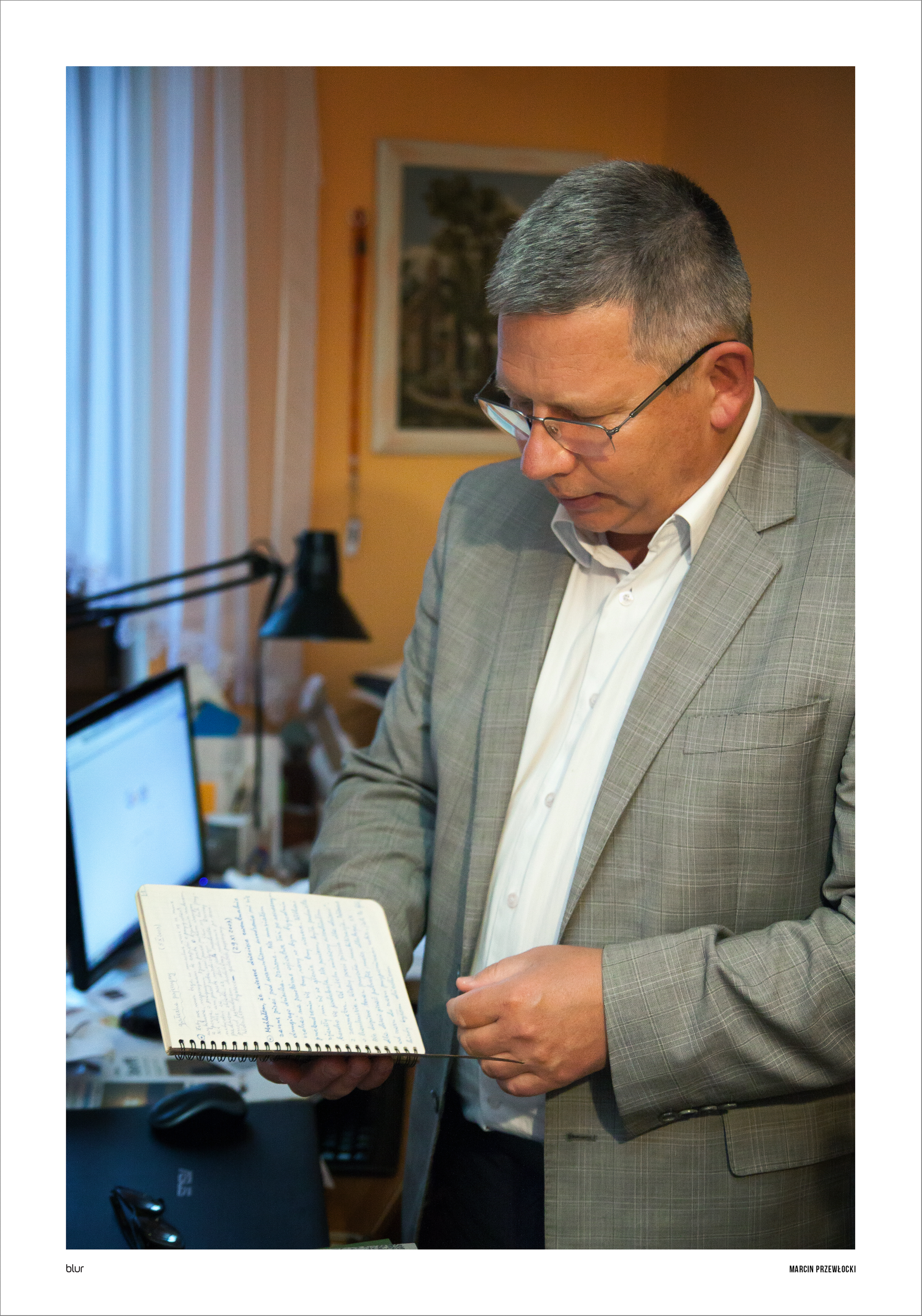

Zbigniew Chojnowski (ur. 30 maja 1962 w Orzyszu) – polski poeta, prozaik, historyk literatury, krytyk literacki, profesor nauk humanistycznych, nauczyciel akademicki Uniwersytetu Warmińsko-Mazurskiego w Olsztynie. Zajmuje się m.in. historią poezji polskiej XX i XXI w., literaturą Warmii i Mazur XIX, XX i XXI w., nowym regionalizmem. 

## Młodość i wykształcenie
Rodzice – Marian Chojnowski (ur. 1932 w Pasichach, zm. 2023 w Olsztynie) i Krystyna Chojnowska – byli nauczycielami na Warmii i Mazurach. Wychowywał się w Nowych Gutach nad jeziorem Śniardwy, gdzie uczęszczał do szkoły podstawowej (1968–1974), a potem do szkoły podstawowej w Orzyszu (1974–1976). Uczył się w Technikum Nukleonicznym w Otwocku. Ukończył IV Liceum Ogólnokształcące w Olsztynie, a w 1984 Wyższą Szkołę Pedagogiczną w Olsztynie. W 1991 uzyskał doktorat w Wyższej Szkole Pedagogicznej w Krakowie na podstawie dysertacji Metamorfozy poezji Anny Kamieńskiej (promotor – Stanisław Burkot). W 2000 habilitował się na Uniwersytecie Mikołaja Kopernika w Toruniu w zakresie literaturoznawstwa, przedstawiając dzieło Poetycka wiara Jarosława Iwaszkiewicza. 18 kwietnia 2013 otrzymał tytuł naukowy profesora nauk humanistycznych.

## Działalność naukowa i organizacyjna
Od 1985 był zatrudniony w WSP w Olsztynie, a od 1999 na UWM w Olsztynie; w latach 1985–1991 jako asystent, 1991–2000 – adiunkt, a od 2001 jako profesor nadzwyczajny i od 2014 jako profesor zwyczajny na Wydziale Humanistycznym. Kierownik jednostek organizacyjnych: Zakładu Antropologii Literatury Regionalnej (2000–2004), Pracowni Literatury XX Wieku i Teorii Literatury (2005–2009), Zakładu Literatury Współczesnej (2010–2014), Zakładu Literatury XX i XXI Wieku (od 2015). W okresie 2020–2022 dyrektor Instytutu Literaturoznawstwa UWM. Promotor doktoratu honoris causa Uniwersytetu Warmińsko-Mazurskiego w Olsztynie Erwina Kruka. Pełnił funkcję: zastępcy dyrektora Instytutu Filologii Polskiej (2000–2002), członka senackiej Komisji Nauki (2001–2002), przewodniczącego Kolegium Wydawniczego UWM (kadencje 2008–2012, 2012–2016, 2016–2020), członka Senatu UWM (2012–2016, 2016–2020), członka Rady Uczelni (2019–2020 i 2021–2024). Został również wybrany do Komitetu Nauk o Literaturze PAN na kadencje 2015–2019 i 2020–2023. Wespół ze Zbigniewem Fałtynowiczem opracował scenariusz stałej ekspozycji w Muzeum Michała Kajki w Ogródku (otwarcie 7 czerwca 2014).

## Ważniejsze publikacje naukowe
Studia
- Michał Kajka. Poeta mazurski, Olsztyn 1992
- Metamorfozy Anny Kamieńskiej, Olsztyn 1995
- Poetycka wiara Jarosława Iwaszkiewicza, Olsztyn 1999
- Zmartwychwstały kraj mowy. Literatura Warmii i Mazur lat dziewięćdziesiątych, Olsztyn 2002
- Ku Tajemnicy. Szkice o poezji po 1956 roku, Olsztyn 2003
- Od biografii do recepcji. Ernst Wiechert, Konstanty Ildefons Gałczyński, Zbigniew Herbert na Warmii i Mazurach, Olsztyn 2011
- Raje i apokalipsy. Studia i szkice o literaturze dwudziestowiecznej, Olsztyn 2011
- Ruiny przeciw wizji. O młodej „niepolitycznej” poezji dziewiątej dekady XX wieku, Olsztyn 2012
- Przypominanie Fritza Skowronnka, Żytkiejmy 2013
- Wyobraźnia historyczna Mazurów pruskich. Studia i źródła, Olsztyn 2014
- Kanon prywatny. Książki poetyckie 1981–2015, Olsztyn 2016
- Odcienie kultury literackiej na Warmii i Mazurach. Północne miniatury krytyczne, Olsztyn 2018.
- Koloryty ziem pruskich i varia. Północne miniatury krytyczne., Olsztyn 2018.
- Postacie kobiecości. O poezji Kazimiery Iłłakowiczówny, Kraków 2019.
- Marcin Gerss, Jest Bóg!, wstęp i oprac. tekstu Z. Chojnowski, Białystok 2020.
- Polska tradycja literacka w piśmiennictwie mazurskim. Recepcja i wypisy, Olsztyn 2021.
- Prowincjusze, tubylcy i bywalcy, Białystok 2024.
- Ziemie słów. Szkice o poezji wspólnotowej, Olsztyn 2024.
- Leszek Aleksander Moczulski. Zachwyt, Łódź 2025.

Antologie literackie
- Olsztyn w wierszach, Olsztyn 2003
- Pieśni duchowne i poemata światowe. Antologia mazurska, Gołdap 2004
- Paciorki. Antologia maryjna z Warmii, Olsztyn 2007
- Przed i za. Antologia literacka (wspólnie z Alicją Bykowską-Salczyńską), Olsztyn 2007
- Michał Kajka. Mały kancjonał mazurski i opowieści ucieszne, Olsztyn 2008
- Wesele ptasząt. Piosenka mazurska, oprac. i komentarz Z. Chojnowski, ilustr. Józef Wilkoń, Olsztyn 2013
- Zwierzyniec mazurski, wybór, oprac. i wstęp Z. Chojnowski, Dąbrówno 2016

Redakcja prac zbiorowych
- „Co nie jest wymówione zmierza do nieistnienia”. Interpretacje wierszy współczesnych (1995)
- Gatunki literackie. Tradycja a współczesne przemiany [redakcja wspólnie z Danutą Ossowską] (1996)
- Z dróg Erwina Kruka. W 65. urodziny twórcy (2006)
- Michał Kajka, Mały kancjonał mazurski i opowieści ucieszne (2008)
- Święte miejsca w literaturze [red. wspólnie z Anną Rzymską i Beatą Tarnowską] (2009)
- Marcin Giersz (Gerss). Człowiek z pogranicza (2009)
- Literatura na progu XXI wieku, red. J. Chłosta-Zielonka, Z. Chojnowski (2014)
- W rytmie zegara... Wokół zagadnień chronozoficznych, red. Z. Chojnowski, B. Kurządkowska, A. Rzymska (2015)
- Regionalizm literacki w Polsce. Zarys historyczny i wybór źródeł, red. Zbigniew Chojnowski, Małgorzata Mikołajczak (2016)
- Regionalizm literacki – historia i pamięć, red. Zbigniew Chojnowski, Elżbieta Rybicka (2017)

## Twórczość poetycka i prozatorska
Poezja Chojnowskiego osadzona jest w krajobrazie przyrodniczym, społecznym i kulturowym Warmii i Mazur. Unaocznia los, który spełnia się w miejscu ściśle określonym geograficznie i historycznie. Jest przekonany, że oryginalność zapewnia wierszowi próbująca się w nim ujawnić prawda. Zmierza do poetyckiej uniwersalizacji doświadczeń jednostkowych i społecznych.
- Śniardwy, Olsztyn 1993
- Cztery strony domu, Olsztyn 1996
- Prześwit, Olsztyn 2002
- Mam pytanie. Wiersze dla Witka i innych dzieci, Olsztyn 2002
- Ląd gordyjski, Gołdap 2006
- Rozwidlenia, Olsztyn 2008
- Kamienna kładka. Wiersze wybrane z lat 1980–2011, Dąbrówno 2012
- Bliźniego, swego, Sopot 2012
- Mazurské odjezdy. Vybor poezie z let 1980–2011, przekład i posłowie Libor Martinek, Opava 2012
- Mazurské dědictví, przekład i posłowie Libor Martinek, Opava 2013
- Widny kres, Sopot 2017
- Nic a nic = Vobec ale vobec = Rien de rien, przekł. na jęz. franc.: Frédérick Laurent; przekł. na jęz. czes.: Libor Martinek, Olsztyn 2017.
- Zawsze gdzieś jest noc, Szczecin 2018
- Viditelný obzor. Vždy je někde noc, przekład na jęz. czeski Libor Matinek, posłowia: Piotr Michałowski, Stanisław Burkot, L. Martinek, Opava 2019.
- Aktorstwo. Z dziennika Wiktora Sulkowskiego, Olsztyn 2019.
- Tarcze z pajęczyny. Sentencje o czytaniu, poecie, poezji, tworzeniu, wierszu, z dodatkiem, Szczecin-Bezrzecze  2022.
- Tyle razy nie wiem, Szczecin-Bezrzecze 2022.
- 24. wiersze ukraińskie i polskie / 24. українські і польські поезії (współautorka i tłumaczka Iryna Betko / Ірина Бетко), Olsztyn 2023[4][5].
- Co to to, Szczecin-Bezrzecze 2023.

## Członkostwo w organizacjach
- Wspólnota Kulturowa Borussia (1990–2002)
- Stowarzyszenie Pisarzy Polskich – prezes Oddziału Olsztyńskiego w latach 1996–2005
- Polskie Towarzystwo Czytelnicze – wiceprezes Oddziału Olsztyńskiego w latach 1993–2010
- Warmińska Inicjatywa Kulturalna – wiceprezes w latach 2005–2010
- Towarzystwo Literackie im. A. Mickiewicza – prezes Oddziału w Olsztynie w latach 2012–2022
- Polskie Towarzystwo Ludoznawcze
- Komitet Nauk o Literaturze Polskiej Akademii Nauk – członek

## Nagrody i odznaczenia
- I nagroda za esej Rdzeń życia w konkursie Warszawskiej Jesieni Poezji (wrzesień 1987)
- Nagroda dla „wybitnych talentów liryki polskiej” (Niemiecko-Polskie Dni Literatury, Drezno, lipiec 1998)
- Nagroda Stowarzyszenia Literackiego w Suwałkach (2002)
- Nagroda Prezydenta Olsztyna (2007)
- nominacja do Nagrody im. K.I. Gałczyńskiego ORFEUSZ za najlepszy tom poetycki roku – tomik Bliźniego, swego, (2013)[6]
- nominacja do Nagrody Literackiej im. ks. Jana Twardowskiego – Bliźniego, swego (2013)
- Tytuł Wilka Piskiego za współautorstwo wystawy Michał Kajka (2014)
- Odznaka „Zasłużony Działacz Kultury” (2001)
- Srebrny Krzyż Zasługi (2002)[7]
- Medal Komisji Edukacji Narodowej (2009)
- Medal Złoty za Długoletnią Służbę (2015)
- Wyróżnienie Kapituły Nagrody Naukowej Oddziału Polskiej Akademii Nauk w Olsztynie i w Białymstoku za książkę „Wyobraźnia historyczna Mazurów pruskich. Studia i źródła”[8]
- Tytuł Przyjaciela Muzeum Ziemi Piskiej (2019)
- Medal Zasłużony dla Gminy Orzysz (2021)[9]
- Nagroda Literacka im. ks. Jana Twardowskiego - wyróżnienie za tomik "Co to to" (2024) [10]